# Tetragonocephala flava
Tetragonocephala flava är en insektsart som beskrevs av Crawford 1914. Tetragonocephala flava ingår i släktet Tetragonocephala och familjen rundbladloppor. Inga underarter finns listade i Catalogue of Life.